# Сандийские национальные лаборатории
Сандийские национальные лаборатории (англ. Sandia National Laboratories, SNL) — одна из шестнадцати национальных лабораторий Министерства энергетики США. Главная задача Лабораторий — разработка, создание и испытание неядерных компонентов ядерного оружия. Состоит из двух филиалов, один из которых расположен рядом с Лос-Аламосской лабораторией, а второй — рядом с Ливерморской лабораторией, которые непосредственно связаны с разработкой оружия для ядерного арсенала США. Администрировалась компанией «Вестингауз».

## Вычислительные ресурсы
- ASCI Red — 1997—2006 гг.
- ASC Red Storm — 2005—2012 гг.

Лаборатория принимала участие в государственной программе США Advanced Simulation and Computing Program по созданию суперкомпьютеров, которые бы позволили США следить за состоянием своего ядерного арсенала после объявления в октябре 1992 года моратория на проведение ядерных испытаний. По этой программе в Лаборатории были установлены суперкомпьютеры ASCI Red и ASC Red Storm, которые вошли в число самых мощных суперкомпьютеров своего времени.